# جون كولمان بوروز
جون كولمان بوروز (بالإنجليزية: John Coleman Burroughs)‏ هو رسام توضيحي أمريكي، ولد في 28 فبراير 1913، وتوفي في 22 فبراير 1979.